# Velivada
Velivada là một ấn phẩm tin tức trực tuyến phi lợi nhuận được hỗ trợ từ sự đóng góp của các cá nhân. Theo trang web, Velivada là một từ tiếng Telugu có nghĩa là "Dalit Ghetto". Nó được bắt đầu bởi một Dalit vào năm 2017 nhân kỷ niệm ngày sinh Kanshi Ram, trong nỗ lực cung cấp một lối thoát cho những người không tìm thấy không gian trên các phương tiện truyền thông chính thống. Nó tập trung chủ yếu vào tin tức về Dalit-Bahujans trong chính trị Ấn Độ và lễ kỷ niệm các anh hùng Dalit.  Một trong những hoạt động chính của trang web là tặng sách miễn phí cho Dalit-Bahujans.
Người sáng lập-biên tập viên của Velivada là Pardeep Attri, người thường xuyên viết về các vấn đề Dalit-Bahujan cho các cổng thông tin trực tuyến và phương tiện truyền thông xã hội khác nhau.  Theo các biên tập viên của Velivada, trang web thu hút khoảng 5.000 khách truy cập hàng ngày và nội dung từ trang web đã được sử dụng và được tham khảo bởi nhiều cổng thông tin ở một số quốc gia.] Năm 2019, sau khi Velivada viết lên những gì họ nói là trích dẫn giả của B. R. Ambedkar về Điều 370 của Hiến pháp Ấn Độ,  nó đã được sử dụng và được tham khảo bởi nhiều cổng thông tin trực tuyến khác.